# Flugmotorenwerke Ostmark
Koordinaten: 48° 4′ 22″ N, 16° 19′ 28″ O

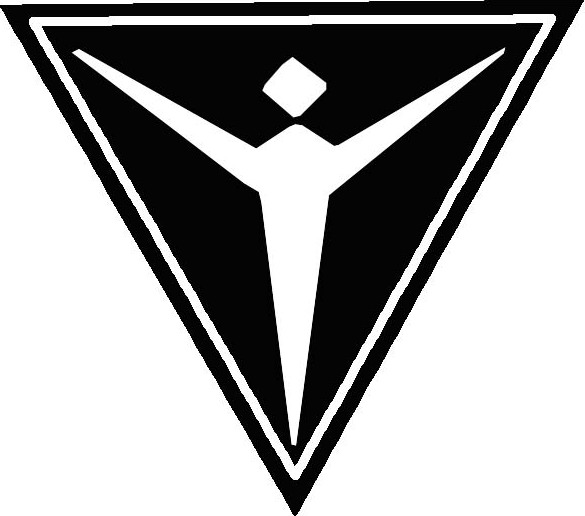
Das Logo der Flugmotorenwerke Ostmark

Die Flugmotorenwerke Ostmark waren von 1941 bis 1945 ein Zweigbetrieb der Junkers- und später der Daimler-Benz-Werke. Sie verfügten mit Wiener Neudorf (damals Groß-Wien), Marburg an der Drau (Maribor) und Brünn (Brno) über drei Produktionsstätten für Flugmotoren bzw. -teile, zu denen ab 1944 noch Dubnitz an der Waag (heute Dubnica nad Váhom) in der Slowakei zu zählen ist. Das Areal des Werkes in Wiener Neudorf umfasste auch Teile der niederösterreichischen Gemeinden Biedermannsdorf, Guntramsdorf und Laxenburg.

## Das Projekt
Nach der verlorenen Luftschlacht um England im Herbst 1940 wurde die Intensivierung der deutschen Luftrüstung verfügt. Im Jänner 1941 beschloss das Reichsluftfahrtministerium (RLM), ein „1000-Motoren-pro-Monat-Werk“ aus Reichsmitteln zu finanzieren. Mit der Bank der Deutschen Luftfahrt (BDL) als Hauptgeldgeber wurden als Zweigbetrieb des Junkers-Konzerns am 14. Jänner 1941 die „Flugmotorenwerke Ostmark GmbH“ (FO) gegründet. Vom Stammkapital in Höhe von einer Million Reichsmark (RM) brachte die BDL mit 900.000 RM den Hauptanteil in das Geschäftskapital ein. Für die erste Ausbaustufe (500 Motoren pro Monat) waren 265 Millionen RM und für die zweite Ausbaustufe (1000 Motoren pro Monat) 393 Millionen RM vorgesehen. Neben dem Hauptwerk in Wiener Neudorf gab es ein Zweigwerk in Brünn (Brno), das Einspritzpumpen und Aggregate liefern sollte und ein sehr bald von Graz nach Marburg an der Drau (heute Maribor) verlegtes Werk, das Luftschrauben mit Verstellgetriebe (Verstellpropeller) herstellte. Diese Fertigungsstätte wurde allerdings noch 1941 in den VDM-Konzern eingegliedert und lieferte bei 4000 Beschäftigten ab September 1941 bis Ende 1944 monatlich 1500 Verstellgetriebe, 1800 Luftschrauben und etwa 1000 Verstellpropeller unter anderem auch an die FO. Weitere Zulieferbetriebe sollten im „Industriehorst Liesing“ in Wien-Liesing östlich der Brunner Straße bei (Siebenhirten) angesiedelt werden, wo man aber bereits 1942 mit einigen Bauten ein Jahr im Rückstand war.
In den Flugmotorenwerken Ostmark sollte der bereits 1937 bei Junkers in Auftrag gegebene Motor Jumo 222, ein flüssigkeitsgekühlter Reihensternmotor mit 24 Zylindern und einer Startleistung von 2000 PS (1471 kW) gebaut werden. Er war als Antrieb für den 1939 ausgeschriebenen zweimotorigen Bomber B vorgesehen, den Junkers als Ju 288, Dornier als Do 317 und Focke-Wulf als Fw 191 zu entwickeln begonnen hatten. Die Entwicklung stand unter der Leitung des Wieners Ferdinand Brandner. Nachdem der Motor im April 1941 seinen 100-Stunden-Lauf am Prüfstand abgeschlossen hatte, rechnete man mit ersten Auslieferungen im August 1942. Im Versuchseinsatz kam es dann aber laufend zu Motorstörungen, Lagerschäden und Korrosionsfällen, dazu kam die Weisung, die Leistung auf 2500 PS (1839 kW) anzuheben.

## Der Bau
Das von den Architekten Becvar und Ruschka geplante Werk wurde auf einem Gelände von 250 Hektar errichtet; mit ihm wurden auch Teile des Wiener Neustädter Kanals erworben. Baubeginn war am 25. Juli 1941. Innerhalb von acht Monaten hatten 7900 Arbeiter, großteils Zwangsarbeiter und Kriegsgefangene, das Werk fertiggestellt. Errichtet wurden neben sechs Hallen von 150 × 100 Metern ein Kraftwerk, sechs Blöcke zu je zwölf Prüfständen, zwei Lagerhallen, eine Werkshalle sowie 15 Speisesäle und ein Verwaltungsgebäude. Statt aus der geplanten Zentralküche wurde die Verpflegung aus dem nahen Kloster St. Gabriel in Maria Enzersdorf bezogen. Da das Werk nach dem Kriegsende wieder abgerissen werden sollte, wurde es in Einfachstbauweise (Betonplattenbau) errichtet. Bis zum Richtfest am 27. Oktober 1941 hatte man 144 Millionen RM investiert. Man plante nun den Produktionsanlauf für Juni 1943, der innerhalb von zwei Jahren auf 1200 Stück gesteigert werden sollte. Bis zum Anlauf der Serienfertigung sollten Schadmotoren repariert werden.

## Die Produktion
Da die Probleme mit den in Versuchsflugzeugen eingebauten Jumo 222 nicht rasch genug behoben werden konnten, wurde der Firma Junkers am 24. Dezember 1941 der Auftrag entzogen. Die Werksleitung wurde angewiesen, stattdessen als Lizenz den ausgereifteren Motor Daimler-Benz DB 603 zu fertigen. Dieser Zwölfzylinder-V-Motor war einfacher aufgebaut und standfester. Er wurde unter der Bezeichnung 9-603 zum Einheitstriebwerk für Jäger und Zerstörer und trieb – als Doppelmotor DB 613 – auch den umstrittenen Bomber He 177 an. Bis 1944 wurde er mit MW-50-Einspritzung auf eine Startleistung von 2100 PS (1545 kW) gebracht.
Diese Umplanungen führten in Brünn zur Umstellung der Fertigung auf Bosch-Einspritzpumpen für die Daimler-Benz-Flugmotoren und in Marburg (Drau) auf VDM-Propeller. Weiterhin kam es zum Ausstieg der Junkerswerke aus den Flugmotorenwerken Ostmark, deren GmbH-Anteile von Daimler-Benz übernommen wurden. Im November 1941 waren zum Aufbau der drei Konzernwerke bereits 15.000 Arbeiter eingesetzt, davon 1900 Kriegsgefangene und mindestens 2000 Zwangsarbeiter. Ende Jänner 1942 waren in Wr. Neudorf 8278 Arbeitskräfte tätig. Zu ihrer Unterbringung wurden die Lager Griesfeld 1 und 2, Mitterfeld, Brunn am Gebirge und Guntramsdorf errichtet.
Aufgrund fehlender Werkzeugmaschinen, Facharbeiter und Vorrichtungsbauer lief die Produktion nur unzureichend. Als Hermann Göring am 5. Mai 1943 das Werk Wiener Neudorf besichtigte, kam es angesichts der Tatsache, dass bislang erst einige Dutzend Motoren gefertigt und an die 100 Aggregate repariert worden waren, zum Eklat. Daimler-Benz wurde die Werksleitung entzogen, der Vorstandsvorsitzende der Steyr-Werke Georg Meindl wurde zum kommissarischen Leiter der FO ernannt. Seine Analyse: Die verbliebenen Führungskräfte von Junkers hatten die Umstellung auf den „fremden“ DB-Motor sabotiert, die geringe Arbeitsmoral der (zunächst noch überwiegend freiwilligen) Ausländer trage ebenfalls Mitschuld. Meindl etablierte nun in Absprache mit dem RLM den Leiter des Daimler-Benz-Motorenwerkes in Genshagen bei Berlin als Chef der Produktion in Wien und Brünn, blieb aber selbst in Steyr. Am 4. August 1943 wurden in Guntramsdorf und Hinterbrühl Außenlager des KZ Mauthausen errichtet. Das Lager in Wiener Neudorf stellte Arbeitskräfte für die FO ab, jenes in der Hinterbrühl für das unterirdische Heinkelwerk in der Seegrotte. Zum Einsatz im Werk kamen durchschnittlich 2500 Mann, die vor allem in den Nachtschichten eingesetzt wurden. Dennoch konnten bis Ende 1943 gerade 515 Motoren ausgeliefert werden.

## Der Bombenkrieg und die Produktionsverlagerung
Am 27. August 1943 erfolgte der erste schwere Luftangriff auf Ziele im Raum des Wiener Beckens (siehe auch Luftangriffe auf Wien). Er traf Wiener Neustadt, hatte aber indirekt auch für das FO Auswirkungen. Ein Luftschutzstollen für die Werksarbeiter wurde am Jennyberg bei Mödling angelegt. Am 12. November 1943 erteilte das Reichsluftfahrtministerium die Weisung, die Produktion des Werkes Wiener Neudorf in die nordwestslowakische Kleinstadt Dubnitz zu verlegen, wo ein riesiger mehrgeschoßiger Bunker (320 × 125 m) zur Verfügung stand. Er war von den Tschechen vor 1938 zur Verlegung der Waffenfertigung im Falle eines deutschen Angriffes vorgesehen gewesen. Die Verlegung erwies sich als erfolgreich, die Produktion wurde laufend gesteigert, wobei in Dubnitz im Juni 1944 bereits 300 Motoren an die Zellenhersteller gingen.
Als am 8. Juli 1944 das Werk erstmals direkt aus der Luft angegriffen wurde, gab es zwar Schäden, aber keine Produktionsausfälle. Auch die Personalausfälle waren gering, weil man bereits eine größere Anzahl von Schutzanlagen errichtet hatte. Bei einem weiteren Angriff am 16. Juli wurden drei Hallen zerstört, von denen aber zwei bereits leer waren. Ein weiterer schwerer Angriff erfolgte am 26. Juli 1944, bei dem die Hallen 9 bis 14, das Betriebsgebäude sowie zwei Prüfstände und zwei Kühltürme Schäden davontrugen. Die Bomben trafen aber nicht nur die Werksanlagen, sondern auch das Lager der dort eingesetzten KZ-Häftlinge. 31 von ihnen fanden dabei den Tod. Da auch ihre Unterkünfte zerstört wurden, mussten die überlebenden Häftlinge tags darauf in ein neues Lager im Gemeindegebiet von Wiener Neudorf (Mitterfeld) verlegt werden. Aber auch die amerikanischen Bomber erlitten schwere Verluste. So wurden von einer 26 Flugzeuge zählenden Bomber-Einheit acht Maschinen in der Steiermark und drei in Niederösterreich binnen weniger Minuten abgeschossen, wobei 66 Besatzungsmitglieder starben und 43 weitere in Kriegsgefangenschaft gerieten. Bereits am 29. Mai 1944 waren die Zulieferbetriebe im Industriehorst Liesing ein Angriffsziel der Bomberflotte gewesen.
Auf Vorschlag von Direktor Meindl wurde die Verantwortung für die Fertigung in Dubnitz nun Škoda übertragen, die man zu einem Zweigbetrieb der Reichswerke AG „Hermann Göring“ in Linz gemacht hatte. Meindl verband damit die Absicht, das Werk Wiener Neudorf, das mit seiner verbleibenden Kapazität zum Zulieferer für Steyr geworden war, samt seinen Facharbeitern und Maschinen in Österreich zu halten.
Als am 29. August 1944 der slowakische Aufstand losbrach, befand sich das Hauptquartier der Aufständischen keine 100 km von Dubnitz entfernt; ein Ende der Produktion in der Slowakei war daher absehbar. Die Produktion wurde nun in eine unterirdische Anlage bei Obrigheim am Neckar (Deckname „Goldfisch“) verlegt und die als KZ Neckarelz fungierte, wohin bereits das Daimler-Benz-Motorenwerk Genshagen ausgelagert worden war. Diese Maßnahme konnte aber nur noch teilweise umgesetzt werden.
Wie das Beispiel FO zeigt, war es nicht die Zerstörung der Produktionsstätten, von der die Luftwaffe lahmgelegt wurde. Es war die 1944 anlaufende Offensive gegen die Treibstoffindustrie, deren Produktionsstätten schwerer auszulagern waren.

## Die Fertigung der wichtigsten Flugmotoren im Vergleich
Die Motoren Jumo 213 und DB 603 waren als Einheitstriebwerke mit genormten Anschlüssen austauschbar.
Es handelte sich um wassergekühlte Zwölfzylinder-V-Motoren mit „hängenden“ Zylindern (Kurbelwelle oben).
| Hersteller   | Produkt    | Stück                | Leistung                                                   |
| ------------ | ---------- | -------------------- | ---------------------------------------------------------- |
| Daimler-Benz | DB 601     | 19.000               | 1175 PS/864 kW (601 Aa,Ba) bis 1350 PS/993 kW (601E/F)     |
| Daimler-Benz | DB 603     | 8758, davon FO: 2890 | 1750 PS/1287 kW (603 A,C,E) bis 2800 PS/2059 kW (603 N)    |
| Daimler-Benz | DB 605     | 42.400               | 1475 PS/1085 kW (605 A) bis 2000 PS/1471 kW (605 DC)       |
| Junkers      | Jumo 211   | 68.200               | 1200 PS/883 kW (211 B,D,H,G) bis 1500 PS/1103 kW (N)       |
| Junkers      | Jumo 213   | 9100                 | 1750 PS/1287 kW (A-1,E) bis 2000 PS/1471 kW (213 S)        |
| BMW          | BMW 801    | 21.000               | 1560 PS/1147 kW (801 A und B) bis 2270 PS/1670 kW (801 TQ) |
| Summe        | alle Werke | 168.458              |                                                            |

## Kriegsende und Nachkriegszeit
Die Rote Armee beschlagnahmte zum Kriegsende 1945 das Gelände als deutsches Eigentum, demontierte die wenigen verbliebenen Maschinen und zerstörte den Rest. Heute erinnern trotz starker Verbauung noch immer Reste der Bunkeranlagen an das Werk.
Mit dem Abschluss des Staatsvertrages gingen 1955 alle Gesellschaftsanteile an die Republik Österreich, die „Flugmotorenwerke Ostmark Ges.m.b.H.“ traten nochmals als Rechtsperson aus der Versenkung. Etwa fünfzig Gläubiger meldeten Forderungen in der Höhe von 300 Millionen Schilling (öS) an. Dem stand ein Gesellschaftsvermögen von 3 Millionen Schilling und ein wertvolles Areal im Wert von 20 Millionen Schilling gegenüber. Schließlich übernahm das Land Niederösterreich die öffentliche Verwaltung der FO und konnte sich mit den Gläubigern auf eine Abfertigung von 34 Millionen öS einigen. Am 31. Oktober 1964 übernahmen die beiden Landesgesellschaften NEWAG und NIOGAS die meisten Anteile an der FO zu gleichen Teilen. 1968 wurde das Land Niederösterreich Alleineigentümer.
Noch während der öffentlichen Verwaltung des Areals fiel die Entscheidung, das Gelände als Industriepark zu nutzen. Dies wurde zur Geburtsstunde des Industriezentrums Süd, das heute von der Eco Plus verwaltet wird.